# Березина (станция)
Березина́ (бел. Беразіна́) — пассажирская и грузовая железнодорожная станция в восточной части города Бобруйск (Могилёвская область, Белоруссия).
Расположена между станцией Бобруйск и остановочным пунктом Бабино (отрезок Осиповичи — Жлобин железнодорожной линии Минск — Гомель). 
Станция электрифицирована в 2013 году, после чего на ней открыто сообщение пригородными электропоездами по маршруту Осиповичи — Жлобин. Примерное время в пути со всеми остановками от ст. Осиповичи I — 1 ч. 4 мин., от ст. Жлобин — 1 ч. 9 мин. Кроме того, действует сообщение пригородными пассажирскими дизель-поездами по маршруту Рабкор — Жлобин.